# Слюна

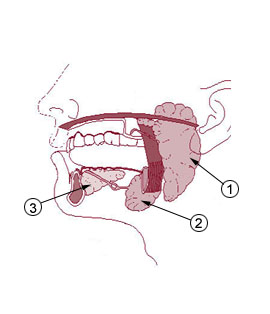
Слюнные железы

Слюна́ (лат. saliva) — прозрачная бесцветная жидкость, жидкая биологическая среда организма, выделяемая в полости рта тремя парами крупных слюнных желёз (подчелюстные, околоушные, подъязычные) и множеством мелких слюнных желёз полости рта. В полости рта образуется смешанная слюна или ротовая жидкость, состав которой отличается от состава смеси секретов желёз, так как в ротовой жидкости присутствуют микроорганизмы и продукты их жизнедеятельности, а также различные компоненты пищи, компоненты зубного налёта и зубного камня. Слюна смачивает полость рта, способствуя артикуляции, обеспечивает восприятие вкусовых ощущений, смазывает, склеивает и размягчает пережёванную пищу, облегчая глотание. Кроме того, слюна очищает полость рта, предохраняет от повреждений зубы. Под действием ферментов слюны в ротовой полости начинается переваривание углеводов.

## Состав слюны человека
Чем выше кислотность, тем более благоприятная среда для развития микроорганизмов. Кислая среда возникает, например, после употребления богатой углеводами пищи. На 98,5 % и более состоит из воды, содержит соли различных кислот, микроэлементы и катионы некоторых щелочных металлов, муцин (формирует и склеивает пищевой комок), лизоцим (бактерицидный агент), ферменты амилазу и мальтазу, расщепляющие углеводы до олиго- и моносахаридов, а также другие ферменты (более 100 ферментов всех классов), некоторые витамины.
Также состав секрета слюнных желёз меняется в зависимости от характера раздражителя.

## Физические и химические свойства
- прозрачность: прозрачная/слегка мутная (в зависимости от состава и присутствия пузырьков воздуха)
- цвет: нет (бесцветная, прозрачная)
- плотность: 1,002-1,12 г/мл (зависит от текущего состава)
- осмоляльность: как правило, ниже, чем в плазме
- вязкость: слюна имеет лишь немного бо́льшую вязкость (1 cP = 1·10-3 Па·сек), чем вода (0,89·10-3 Па·с). Однако слюна это неньютоновская жидкость, не имеет постоянного коэффициента вязкости, зависит от скорости сдвига (градиента скорости)

| Вещество        | Содержание      |
| --------------- | --------------- |
| Вода            | 994 г/л         |
| Белки           | 1,4—6,4 г/л     |
| Муцин           | 0,9—6,0 г/л     |
| Холестерин      | 0,02—0,50 г/л   |
| Глюкоза         | 0,1—0,3 г/л     |
| Аммоний         | 0,01—0,12 г/л   |
| Мочевая кислота | 0,005—0,030 г/л |
| Соли натрия     | 6—23 ммоль/л    |
| Соли калия      | 14—41 ммоль/л   |
| Соли кальция    | 1,2—2,7 ммоль/л |
| Соли магния     | 0,1—0,5 ммоль/л |
| Хлориды         | 5—31 ммоль/л    |
| Гидрокарбонаты  | 2—13 ммоль/л    |
| Мочевина        | 140—750 ммоль/л |

## Секреция слюны
В среднем за сутки выделяется 1—2,5 л слюны. Слюноотделение находится под контролем вегетативной нервной системы. Центры слюноотделения располагаются в продолговатом мозге. Стимуляция парасимпатических окончаний вызывает образование большого количества слюны с низким содержанием белка. Наоборот, симпатическая стимуляция приводит к секреции малого количества вязкой слюны. Без стимуляции секреция слюны происходит со скоростью около 0,5 мл/мин.
Выделение слюны уменьшается при стрессе, испуге или обезвоживании и практически прекращается во время сна и наркоза. Усиление выделения слюны происходит при действии обонятельных и вкусовых стимулов, а также вследствие механического раздражения крупными частицами пищи и при жевании.

### Буферная ёмкость слюны
Буферная ёмкость слюны — это способность нейтрализовать кислоты и щёлочи. Установлено, что приём в течение длительного времени углеводистой пищи снижает, а приём высокобелковой — повышает буферную ёмкость слюны. Высокая буферная ёмкость слюны — фактор, повышающий устойчивость зубов к кариесу.